# ماتي دراغيشيفيتش
ماتي دراغيشيفيتش (بالكرواتية: Mate Dragičević) هو لاعب كرة قدم كرواتي في مركزي الهجوم والوسط، ولد في 19 نوفمبر 1979 في ماكارسكا في كرواتيا. شارك مع منتخب كرواتيا تحت 21 سنة لكرة القدم. أما مع النوادي، فقد لعب مع إنتر زابرشيتش ودينامو زغرب وزرينيسكي موستار ونادي إسترا 1961 ونادي برث غلوري ونادي برسبوليس ونادي خيمكي ونادي داك 1904 دونيسكا ستريدا ونادي رييكا ونادي زغرب ونادي لاتشي وهايدوك سبليت.

## وصلات خارجية
- ماتي دراغيشيفيتش على موقع الاتحاد الأوربي (الإنجليزية)
- ماتي دراغيشيفيتش على موقع قاعدة بيانات كرة القدم.إي يو (الإنجليزية)
- ماتي دراغيشيفيتش على موقع Soccerway.com (الإنجليزية)
- ماتي دراغيشيفيتش على موقع عالم كرة القدم.نت (الإنجليزية)